# I Hate Boys
«I Hate Boys» (en español: «Odio a los chicos») es una canción de la cantante pop Christina Aguilera, de su cuarto álbum de estudio de Bionic. La canción fue escrita por Aguilera, Ester Dean, William Tyler, Bill Wellings, JJ y Jamal Hunter "Polow Da Don" Jones, que también maneja la producción de la canción. Se trata de una canción pop, que contiene elementos de electropop, pop urbano y synthpop. Líricamente, la canción es acerca de empoderamiento de las mujeres, pero contiene el odio impulsado por canción acerca de ridiculizar a los hombres.
La canción sirvió como sencillo promocional del álbum Bionic exclusivo para los países de Australia y Nueva Zelanda; recibió críticas favorables a la mezcla de los críticos de música. Algunos críticos elogiaron los cantos de las pandillas en el fondo y que se considere como un "himno de chica". Otros consideraron que tiene una letra demasiado adolescente, además de parecerles un relleno para el álbum.
Tras el lanzamiento del álbum Bionic, "I Hate Boys" debutó en el número 51 en la lista de Gaon Chart de Corea del Sur el 6 de junio de 2010.
En la letra de esta canción es explícita al igual como varias canciones del álbum Bionic por esta razón fue el primer álbum de Aguilera en tener el sello de Parental Control, por otra parte la canción fue escogida como promoción para el comercial del álbum en México y otros países de América Latina al igual que «Not Myself Tonight» y «Woohoo».

## Grabación
Inicialmente, "I Hate Boys" se suponía que era producida por Le Tigre. Johanna Le Tigre Fateman escribió acerca de cómo trabajar con Aguilera en la página web de Le Tigre:
"... Si bien el sonido gigante de su voz apiladas y el brillo del pop que presta a las pistas podría parecer en desacuerdo con las raíces estéticas de Le Tigre, lo que realmente funciona. Las canciones tienen un montón de elementos que nos caracteriza, como una guitarra de garaje sonido, los cantos de patio de colegio, nuevos sintetizadores y de onda, ritmos electro, y de alguna manera que todo esto suena loco derecha con voz increíble de Christina."
Sin embargo, se reveló más tarde que la canción fue producida por Polow Da Don y que Le Tigre sólo produjo la canción "My Girls". Polow Da Don habló sobre el trabajo con Aguilera en una entrevista de Billboard, que dice: "Hay dos cosas que usted necesita saber acerca de Christina Aguilera: La primera es que, en cuanto a su forma de cantar se va, ella es un animal con formación profesional y la otra es que ella sabe exactamente, absolutamente lo que quiere."
Después de "Not Myself Tonight", la canción fue lanzada como el segundo sencillo del álbum en Australia y Nueva Zelanda.

## Composición
"I Hate Boys" fue escrito por Aguilera, Jamal Jones, Dean Ester, William Tyler, Wellings Bill Hunter y JJ, mientras que la producción estuvo a cargo de Polow Da Don. Don ha trabajado con Aguilera en los sencillos anteriores "Not Myself Tonight" y "WooHoo". Es una canción uptempo pop con synthpop, electropop y pop urbano, con una banda que canta en el fondo.
Líricamente, sale como una canción sobre el empoderamiento de las mujeres en la superficie, pero en realidad, es una canción de odio impulsada por ridiculizar a todos los hombres.
La canción comienza con un ritmo de batería similar a la de "I kissed a girl" de Katy Perry, de acuerdo con Becky Bain de la Tele, que también escribió que "suena casi directamente inspirado por la odiosidad de basura se encuentra en la canción de Avril Lavigne,  "Girlfriend". En la canción, Christina afirma que "todos los hombres son perros". En el coro, canta:  " I hate boys, but boys love me, I think they suck and my friends agree."

## Recepción
Leslie Simon de MTV Buzzworthy le dio a la canción una revisión positiva, al escribir: "I Hate Boys" es una Christina hacemos un seguimiento totalmente nuevo y, por desgracia, tenemos mucha experiencia de primera mano con el título de la canción, al menos todos modos, es un divertido y muy synth-pop". Melinda Newman de HitFix calificó de "pura estupidez infecciosa emergente." Daily Star simpled describió como "un glam-rock con un coro pisar engañosamente simple que tendrá alumnas de canto en la parte superior de sus pulmones." Mesfin Fekadu de Boston Globe alabó la canción, escribiendo: "El hombre-bashing" I Hate Boys 'tiene la mezcla correcta de la energía y el descaro que le falta un poco Aguilera en todo el álbum".
TJ de "Neon Limelight", escribió que "es un uptempo atrevida sesión de pop probablemente no deben ser tomados muy en serio, pero, sin duda, sería más apropiado para un artista lo menos una década más joven que Xtina, con su dolorosa letras de adolescentes". Becky Bain de la Tele le dio a la canción una revisión mixta, escribiendo: "Es una de esas canciones proxenetismo, que sin duda tienen las niñas que cantan a lo largo, sobre todo el coro, pero es un perezoso que deja frota con nosotros por el camino equivocado."

## Posicionamiento
Tras el lanzamiento del álbum Bionic, "I Hate Boys" debutó en el número 51 en la lista de Gaon Chart el 6 de junio de 2010.
| País          | Listas (2010)                      | Posición |
| ------------- | ---------------------------------- | -------- |
| Corea del Sur | Gaon International Downloads Chart | 51       |

## Historial de lanzamiento
| Región        | Fecha                   | Formato                | Discografía              |
| ------------- | ----------------------- | ---------------------- | ------------------------ |
| Australia     | 28 de junio de 2010     | Contemporary hit radio | Sony Music Entertainment |
| Nueva Zelanda | 3 de septiembre de 2010 | descarga digital       | RCA Records              |
| Australia     | 3 de septiembre de 2010 | descarga digital       | RCA Records              |

## Créditos
Grabación
- Grabación: No Excuses, Los Ángeles, CA
- Grabación de Voz;– The Redlips Room, Beverly Hills, California.

Personal
| * Escritores;– Christina Aguilera, Jamal Jones, Ester Dean, William Tyler, Bill Wellings, J. J. Créditos - Productores;– Polow da Don - Mixing - Jaycen Joshua |

Los créditos fueron tomados del álbum Bionic, RCA Records.